# 슬루디카
슬루디카(Sludica)는 러시아에서 살았던 페름기 중-후기의 키노돈트중 하나이다.

## 발견
화석 발견지는 러시아 볼로그다주의 벨리쿠슈티유그스키 지구 내의 일린스코에 군집 지대(Ilinskoe Assemblage Zone)에서 발견되었으며 그곳은 시스테세팔루스 군집지대(cistecephalus Assemblage Zone)와 관련이  있다. 현재 발견된 유일한 종은 슬루디카 불라노비(Sludica Bulanovi)이다.